# Зьолте
Зьолте (на нидерландски: Zulte) е селище в Северна Белгия, окръг Гент на провинция Източна Фландрия. Разположено е на река Лейе. Населението му е около 14 600 души (2006).